# Paradorysthetus coerulescens
Paradorysthetus coerulescens är en skalbaggsart som beskrevs av Blanchard 1851. Paradorysthetus coerulescens ingår i släktet Paradorysthetus och familjen Rutelidae. Inga underarter finns listade i Catalogue of Life.